# Enrique Guzman de Haros
Enrique Guzman de Haros (Madrid, 1605 – Madrid, 21 giugno 1626) è stato un cardinale spagnolo della Chiesa cattolica, nominato da papa Urbano VIII, il 19 gennaio 1626.

## Biografia
Enrique Guzman de Haros, alias Aros, Aro, Haro, era figlio di Diego López de Haro Sotomayor y de la Cueva, 5º marchese del Carpio, e di Francisca de Guzmán Pimentel, sorella di Gaspar de Guzmán (1587–1645), il potente conte-duca di Olivares, "valido" del re di Spagna Filippo IV, e fratello di Luis Méndez de Haro(1598-1661), suo successore nella carica di "valido".
Studiò teologia e fu canonico della cattedrale di Siviglia e di Toledo.
Fu nominato cardinale nel concistoro del 19 gennaio 1626 ma non fece in tempo a ricevere ne la porpora ne il titolo cardinalizio perché la morte lo colse il 21 giugno 1626.
Fu seppellito nella chiesa del Collegio di San Tommaso di Madrid.